# Dąbrowa (powiat biłgorajski)
Dąbrowa – osada w Polsce położona w województwie lubelskim, w powiecie biłgorajskim, w gminie Aleksandrów.
Dąbrowa leży w lasach Puszczy Solskiej nad rzeką Szum, między wsią Górecko Kościelne i kolonią Sigła, na północnym brzegu zbiornika retencyjnego,  około jednego kilometra na północ od drogi wojewódzkiej nr 853 łączącej Biłgoraj i Tomaszów Lubelski. Do osady dobiega utwardzona droga gruntowa.
Przez Dąbrowę przebiega czarny szlak turystyczny, określany nazwą "szlak walk partyzanckich" (Bidaczów koło Biłgoraja – Tomaszów Lubelski).

## Historia
Na przełomie XIX i XX w. osadę Dąbrowa tworzyły drewniane zabudowania gospodarstwa rolnego należącego do rodziny Studnickich. W latach 30. XX w. obiekty przeszły w ręce rodziny Rosochaczów. Wtedy też w Dąbrowie powstały młyn wodny i tartak.
W 1950 z powodu szykan ze strony funkcjonariuszy Powiatowego Urzędu Bezpieczeństwa w Biłgoraju młyn w Dąbrowie został zamknięty. W drugiej połowie lat 70. XX w. Dąbrowa została opuszczona przez mieszkańców, a zabudowania osady stały się własnością organizacji studenckich, które stworzyły w tych obiektach schronisko turystyczne. Kilka lat później zabudowania spłonęły i na obszarze Dąbrowy pozostała jedynie istniejąca do dziś rozległa śródleśna łąka.
W latach 1975–1998 miejscowość administracyjnie należała do województwa zamojskiego.
Po 1992 obszar dawnej osady stał się własnością gminy Aleksandrów. Na terenie nieruchomości wybudowano mały amfiteatr, służący na potrzeby organizacji lokalnych imprez (m.in. dożynek i corocznego Festiwalu Pieśni Maryjnej).